# Eskilstuna United DFF
Eskilstuna United DFF is een Zweedse damesvoetbalclub uit Eskilstuna, een stad in het midden van het land. De club werd in 2002 opgericht en speelt de thuiswedstrijden in het Tunavallen. De traditionele kleur is blauw. 

## Geschiedenis
In 2013 promoveerde Eskilstuna United voor het eerst in de geschiedenis naar de Damallsvenskan nadat het de titel pakte in de Elitettan. In 2015 eindigde het als tweede achter landskampioen FC Rosengård, waardoor het zich kwalificeerde voor de UEFA Women's Champions League 2016/17.